# Ministério da Instrução Pública
Ministério da Instrução Pública foi a denominação dada em Portugal, entre 1913 e 1936, ao departamento governamental responsável pela política da educação.
Em 1936 passou a denominar-se Ministério da Educação Nacional.